# Збоншинь (гмина)
Збоншинь (пол. Zbąszyń) — гмина (уезд) в Польше, входит как административная единица в Новотомыский повет, Великопольское воеводство. Население — 13 417 человек (на 2004 год).

## Сельские округа
1. Хросница
2. Ломница
3. Нондня
4. Нова-Весь-Замек
5. Нова-Весь-Збонска
6. Нове-Ястшембско
7. Новы-Двур
8. Пежины
9. Пшиходзко
10. Пшипростыня
11. Стефановице
12. Стефаново
13. Стшижево
14. Закшевко

## Прочие поселения
1. Червоны-Двур
2. Домброва
3. Эдмундово
4. Эрнестыново
5. Копце
6. Лесьне-Домки
7. Морги
8. Нове-Ческе
9. Новы-Свят
10. Пяски
11. Посвентне
12. Старе-Ческе
13. Шкляна-Хута

## Соседние гмины
1. Гмина Бабимост
2. Гмина Медзихово
3. Гмина Новы-Томысль
4. Гмина Седлец
5. Гмина Тшцель
6. Гмина Збоншинек